# Đồng Quốc Bình (phường)
Đồng Quốc Bình là một phường thuộc quận Ngô Quyền, thành phố Hải Phòng, Việt Nam.

## Địa lý
Phường Đồng Quốc Bình có diện tích 0,23 km², dân số năm 2022 là 10.502 người, mật độ dân số đạt 45.660 người/km².

## Lịch sử
Phường được đặt theo tên Đồng Quốc Bình (1945–1964), chiến sĩ Hải quân Nhân dân Việt Nam hy sinh trong trận đánh trả Chiến dịch Mũi Tên Xuyên, trận không kích do Hải quân Mỹ tiến hành để trả đũa Sự kiện Vịnh Bắc Bộ.
Ngày 3 tháng 1 tháng 1981, Hội đồng Chính phủ ban hành Quyết định số 3-CP về việc đổi tên khu phố Ngô Quyền thành quận Ngô Quyền.
Ngày 15 tháng 1 năm 1981, UBND TP. Hải Phòng ban hành Quyết định số 83/QĐ-UBND về việc thành lập phường Đồng Quốc Bình trên cơ sở đổi tên tiểu khu 26.
Ngày 20 tháng 7 năm 2022, HĐND TP. Hải Phòng ban hành Nghị quyết số 26/NQ-HĐND về việc:
- Sáp nhập 5 tổ dân phố: số 3, số 4, số 6, số 7, số 8 vào tổ dân phố số 5.
- Thành lập tổ dân phố số 6 trên cơ sở tổ dân phố số 9 và tổ dân phố số 10.
- Thành lập tổ dân phố số 7 trên cơ sở tổ dân phố số 17 và tổ dân phố số 18.